# Friesland (Fernsehreihe)
Friesland ist eine Kriminalfilmreihe des ZDF, die seit 2013 produziert und seit 2014 ausgestrahlt wird. Diese „Schmunzelkrimis“ spielen in Leer (Ostfriesland).

## Figuren

### Süher Özlügül
Süher Özlügül ist eine Streifenpolizistin, die ihren Dienst in Leer versieht. Sie ist fleißig, ehrgeizig, temperamentvoll und teamfähig. Süher fühlt sich unterfordert von der Arbeit auf dem platten Land, wo es zwischen Radarkontrollen und kleineren Delikten nichts Aufregendes zu tun gibt, und sieht sich zu Höherem berufen. Die meiste Zeit ist sie Single.

### Jens Jensen
Jens, Kollege von Süher, ist ein bodenständiger Typ, den so leicht nichts aus der Ruhe bringt. Manchmal wirkt er etwas begriffsstutzig, wenn er stur und unbeirrt seiner Arbeit nachgeht, was Süher zum Wahnsinn treiben kann. Wenn es drauf ankommt, halten die beiden fest zusammen; oft genug geraten sie aber auch aneinander, wenn einer von ihnen in Ermittlungen die Kompetenzen überschreitet oder sich mal wieder Dienstliches und Privates vermischt.

### Henk Cassens
Henk ist der Nachfolger von Jens, als dieser (nach Folge 5) nach Emden versetzt wird. Er ist ein fähiger Polizist, sportlich, gewitzt und freundlich. Mit der Ordnung nimmt er es nicht so genau, was sein Chef Brockhorst für den einen oder anderen Anschiss zu nutzen weiß. Henk ist ein lebensfroher Draufgänger mit wechselnden Freundinnen und wohnt auf einem alten Frachtkahn im Leeraner Hafen. Obwohl er lange in Hannover gearbeitet hat, ist er noch gut vernetzt in seiner Heimatstadt Leer und wird gleich im Jahr seiner Rückkehr von seinen Freunden zum „Blauen Jan“ ernannt. Der gehört zu einem robusten Brauchtum, bei dem junge Männer verkleidet und mit Harpunen bewaffnet durch Leers Altstadt jagen und alle erschrecken, die ihnen in den Weg kommen – bevorzugt natürlich junge Frauen.
Nachdem Florian Lukas als Hauptdarsteller Jens Jensen die Fernsehreihe 2017 verlassen hatte, trat Maxim Mehmet für ihn als neuer Kollege Henk Cassens ein.

### Jan Brockhorst
Kriminalhauptkommissar Jan Brockhorst neigt zur Großspurigkeit. Seine Untergebenen behandelt er betont herablassend, wird in Dialogen persönlich, verletzend, diskriminierend, auch begleitet durch beißenden Spott. Zunächst ist er von Wilhelmshaven aus für Mordfälle in Leer zuständig, in Folge 4 wird er als neuer Dienststellenleiter dorthin strafversetzt. Das vermiest ihm das Leben vollkommen, da er von Friesland allgemein und von Leer im Besonderen überhaupt nichts hält (und daraus auch kein Geheimnis macht). Zu den Ermittlungen trägt er wenig Konstruktives bei, sondern versucht vor allem vergeblich, eine Autoritätsperson darzustellen. Alle Versuche, durch einen eigenen Ermittlungserfolg nach Wilhelmshaven zurückversetzt zu werden, bleiben erfolglos.

### Insa Scherzinger
Insa ist Apothekerin in Leer und leidenschaftliche Hobby-Forensikerin. Für die Untersuchung einer neuen Leiche schließt sie jederzeit vorübergehend die Apotheke und bringt in ihrem Privatlabor erstaunliche Ergebnisse zutage, mit denen sie der offiziellen Rechtsmedizin immer voraus ist. Daher wird sie gern inoffiziell von der Polizei konsultiert, was Jan Brockhorst natürlich nicht dulden darf, doch Insas Charme kann er sich nur schwer entziehen.

### Wolfgang Habedank
Er ist der Bestatter am Ort und kann Insa jederzeit Zugang zu den aktuellen Leichen verschaffen, die in seinem Keller lagern, da die Leeraner Polizei keine eigene Rechtsmedizin hat. Dass er außerdem im Keller seines Hauses eine Hanf-Plantage betreibt, ist ein offenes Geheimnis, seine Haschkekse sind überall beliebt – sogar bei Brockhorst. Auch sonst nimmt es Habedank mit dem Gesetz nicht immer genau. Oft bringt er sich durch undurchsichtige Nebengeschäfte in Verdacht; mindestens in Interessenskonflikte mit seinen Polizeifreunden.

### Yunus Özlügül
Yunus ist Sühers liebenswerter, aber ein wenig tollpatschiger Bruder. Er hält sich mit verschiedenen Jobs über Wasser, in praktisch jeder Folge ist es etwas anderes. Oftmals muss er die Stelle wechseln, weil sein Arbeitgeber nicht ganz koscher ist, verhaftet oder erschossen wird.

### Melanie Harms
Melanie Harms erscheint erstmals in Folge 11 als Mitarbeiterin von Insa Scherzinger. Die beiden scheinen zunächst vollkommen inkompatibel zu sein – die betont korrekte und umsatzorientierte Melanie wundert sich anfangs sehr darüber, dass Insa gerne mit ihren Kunden flirtet, Regeln nach Laune ignoriert, ihre Apotheke mitten am Tag schließt und Käufe ihrer Stammkunden schon mal anschreibt. Aber schon in Folge 12 wird Melanie in Insas Abwesenheit in ihrem „Geheimlabor“ forensisch tätig und erweist sich als ebenso findig wie ihre Chefin. Die Figur wurde eingeführt, um eine Babypause der Scherzinger-Darstellerin Theresa Underberg zu überbrücken.

## Besetzung
| Rollenname                                | Schauspieler      | Folge   |
| ----------------------------------------- | ----------------- | ------- |
| Süher Özlügül, Polizistin                 | Sophie Dal        | seit 1  |
| Jens Jensen, Polizist                     | Florian Lukas     | 1–5     |
| Henk Cassens, Polizist                    | Maxim Mehmet      | seit 6  |
| Jan Brockhorst, Kriminalhauptkommissar    | Felix Vörtler     | seit 1  |
| Wolfgang Habedank, Bestatter              | Matthias Matschke | 1       |
| Wolfgang Habedank, Bestatter              | Holger Stockhaus  | seit 2  |
| Insa Scherzinger, Apothekerin             | Theresa Underberg | seit 1  |
| Güneş Özlügül, Sühers Vater, Hafenmeister | Tayfun Bademsoy   | 1–2     |
| Yunus Özlügül, Sühers Bruder              | Yunus Cumartpay   | seit 3  |
| Melanie Harms, Apothekerin                | Tina Pfurr        | seit 11 |
| Kim Erveling, IT-Spezialistin             | Veronique Coubard | seit 17 |

## Produktionsnotizen
Friesland war ursprünglich als ZDF-Fernsehfilm der Woche geplant, wurde dann aber Auftakt einer neuen Samstagskrimis-Reihe.
Bisher wurden 22 Episoden ausgestrahlt, die jüngste wurde am 19. April 2025 gesendet. Die für Regie und Drehbuch zuständigen Personen wechseln. Für den Auftakt der Reihe im Mai 2014 sorgten Dominic Müller (Regie) sowie Arne Nolting und Jan Martin Scharf (Drehbuch).
Die Produktion der Reihe liegt bei Warner Bros. ITVP Deutschland (früher: Eyeworks), die Produzenten sind Sabine de Mardt (bis 2018) und Anton Moho.

### Musik
Als Titelmelodie dient ab Folge 2 ein Ausschnitt aus David Bowies Song Suffragette City, entnommen dem Konzeptalbum The Rise and Fall of Ziggy Stardust and the Spiders from Mars (1972). Die Abspannsongs der einzelnen Folgen sind Titel von wechselnden Interpreten, meist aus dem Bereich Rockmusik.

### Drehorte

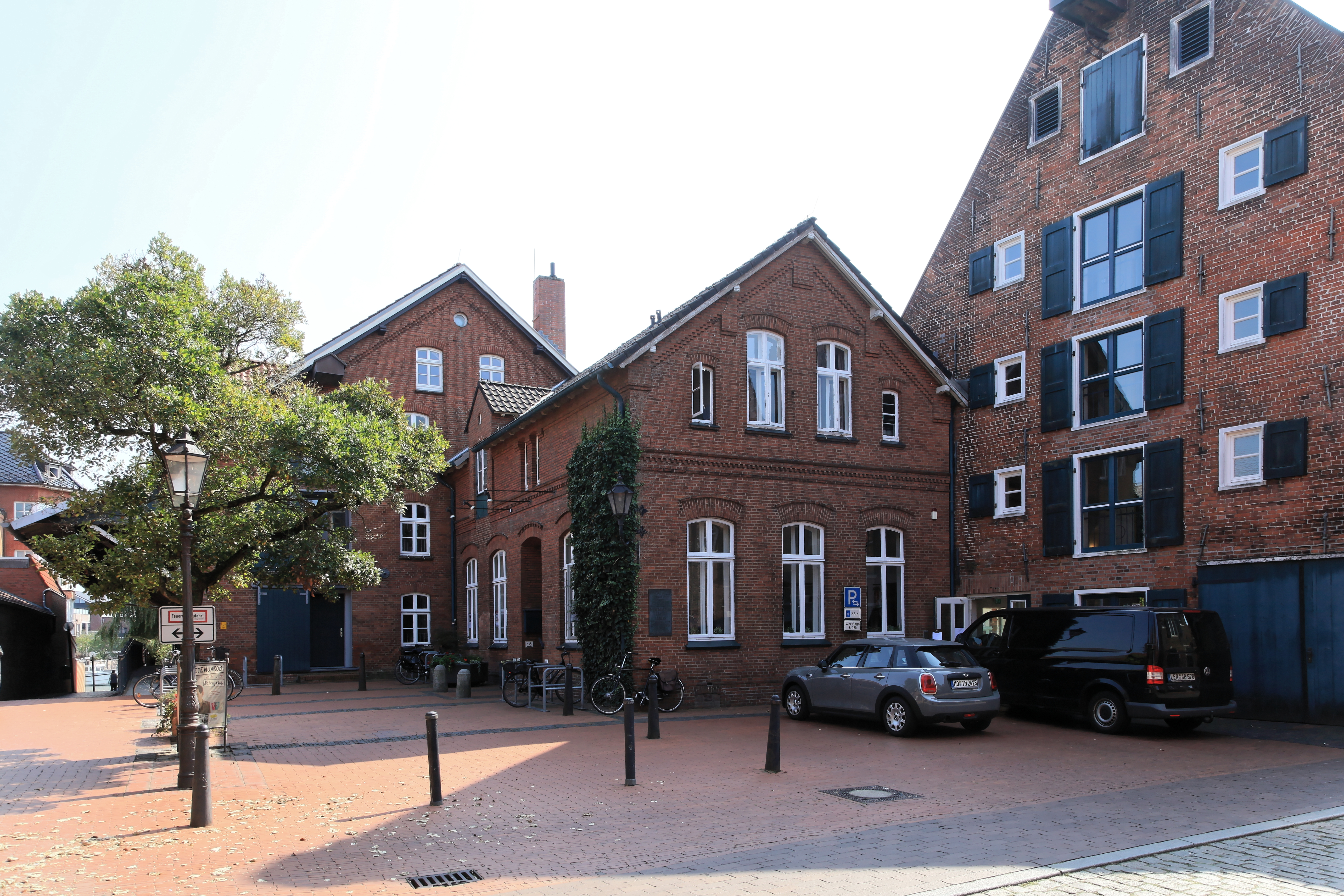
Schauplatz der Polizeistation:
Die Stadtbibliothek, Wilhelminengang 2

Gedreht wird Friesland in Stadt und Landkreis Leer, in anderen Orten in Ostfriesland und dem Emsland sowie in einem Kölner Studio (im Inneren der Polizeistation, der Apotheke, des Bestattungsinstituts etc.).

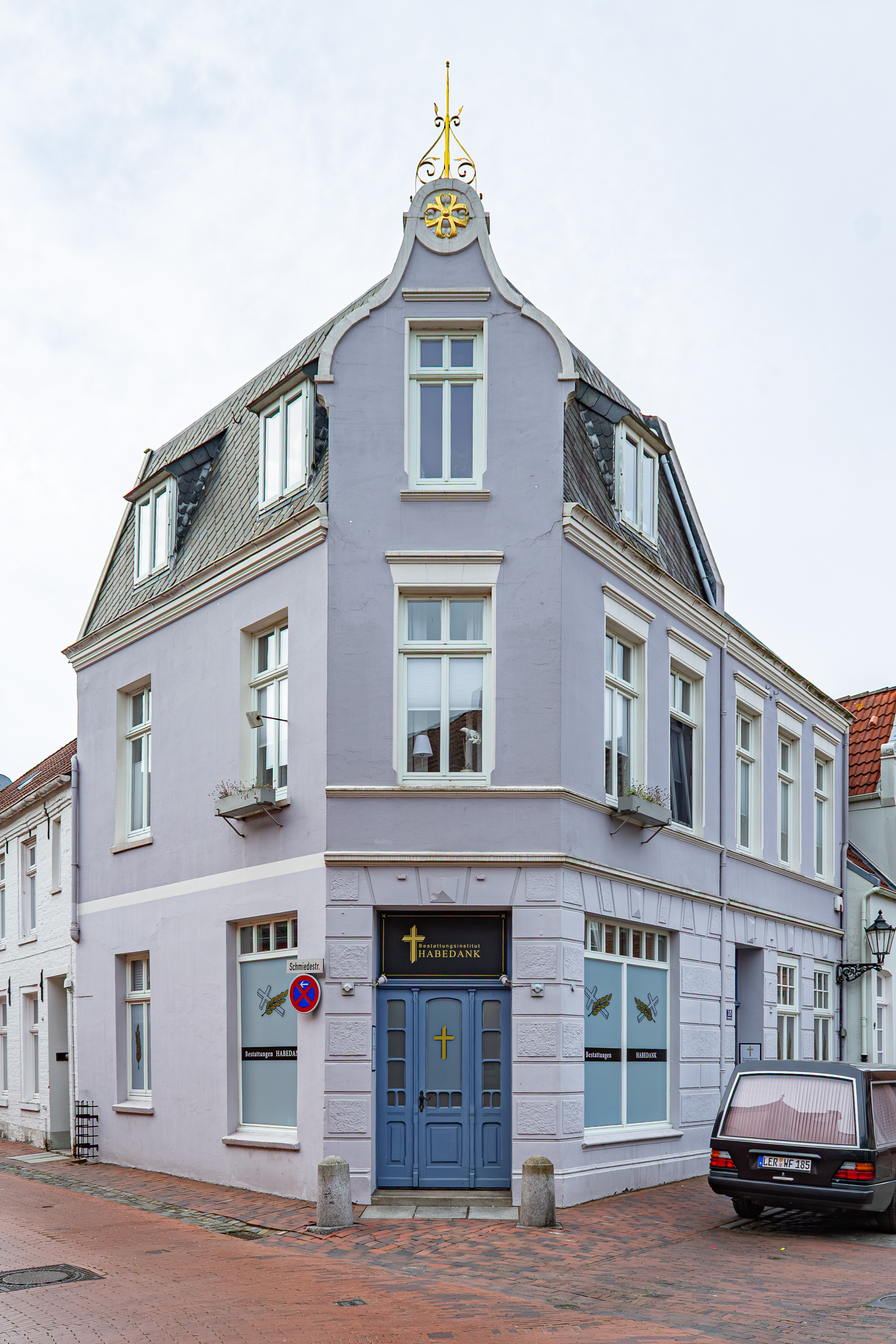
Aufnahmeort für Außenaufnahmen des Bestattungsinstituts: Eckhaus Schmiedestraße/Kirchstraße in Leer (hier während Dreharbeiten)

Häufig wiederkehrende Schauplätze sind unter anderem die Leeraner Uferpromenade, der Wilhelminengang, die Rathausstraße, die Dr.-vom-Bruch-Brücke und der Hafen von Leer sowie der Yachtclub in Greetsiel.
Für Außenaufnahmen der Polizeistation wird das Gebäude der Leeraner Stadtbibliothek im Gebäude Wilhelminengang 2 genutzt.
Als Apotheke von Insa Scherzinger wurde zunächst das Gebäude Rathausstraße 11 genutzt, inzwischen das Eckhaus Brunnenstraße 2. In beiden befinden sich in Wirklichkeit Gastronomiebetriebe. In der Folge Krabbenkrieg wurde davon abweichend für Innen- wie Außenaufnahmen eine tatsächliche Apotheke genutzt: die Kur-Apotheke auf Norderney, Kirchstraße 12.
Das Bestattungsinstitut von Wolfgang Habedank befindet sich im Film in dem denkmalgeschützten Eckhaus Schmiedestraße/Kirchstraße.

### FrieslandundWilsberg
Friesland erinnert, unter anderem wegen der vielen situationskomischen Szenen, an die in Münster spielende Reihe Wilsberg, die vom selben Produktionsunternehmen hergestellt wird und die als Partnerproduktion betrachtet werden kann.
So waren das Autorenduo Arne Nolting und Jan Martin Scharf wie auch Regisseur Dominic Müller, die die ersten beiden Folgen verantworteten, auch schon an Krimis der Wilsberg-Serie beteiligt. Auch Wilsberg-Erfinder Jürgen Kehrer und seine Ehefrau Sandra Lüpkes traten schon als Drehbuchautoren für Friesland in Erscheinung.
Friesland und Wilsberg teilen sich zudem ein Serienuniversum, was sich unter anderem in Crossover-Folgen äußert, in denen Friesland-Figuren bei Wilsberg auftauchen und umgekehrt: In den Wilsberg-Folgen Morderney und Wellenbrecher treten die Friesland-Figuren Scherzinger und Brockhorst auf, während in der Friesland-Episode Gegenströmung die Wilsberg-Figur Overbeck auftaucht.
In beiden Reihen gibt es zudem vor allem zuletzt regelmäßig kleine Referenzen an die jeweils andere Produktion – oft in Form von Kaffeebechern mit Friesland- beziehungsweise Wilsberg-Logo.

## Folgen
| Nr. | Originaltitel             | Zusammenfassung | Erstausstrahlung D | Regie              | Drehbuch                                                | Zuschauer             |
| --- | ------------------------- | --- | ------------------ | ------------------ | ------------------------------------------------------- | --------------------- |
| 1   | Mörderische Gezeiten      | Eine junge Hausfrau wird tot in ihrer Wohnung aufgefunden. Der Mord an ihr soll als Selbstmord vertuscht werden, woraufhin die beiden Streifenpolizisten Jensen und Özlügül eigene Ermittlungen aufnehmen.                                       | 3. Mai 2014        | Dominic Müller     | Arne Nolting, Jan Martin Scharf                         | 6,47 Mio. (21,6 % MA) |
| 2   | Familiengeheimnisse       | Die beiden Polizisten Jensen und Özlügül bewerben sich um die Position des Dienststellenleiters und klären den Tod des Türstehers Felix Bilstedt auf.                                                                                            | 7. Feb. 2015       | Dominic Müller     | Arne Nolting, Jan Martin Scharf                         | 6,05 Mio. (19,2 % MA) |
| 3   | Klootschießen             | Die beiden Polizisten Jensen und Özlügül finden beim Klootschießen eine Moorleiche, die sich später als der lange vermisste Fußballer Hannes Jell entpuppt.                                                                                      | 27. Feb. 2016      | Markus Sehr        | Timo Berndt                                             | 6,48 Mio. (20,3 % MA) |
| 4   | Irrfeuer                  | Die beiden Polizisten Jensen und Özlügül finden bei einem Fest in dem zugehörigen Strandfeuer eine Leiche. Brockhorst ermittelt über einen Ritualmord, Jensen und Özlügül im familiären Umfeld.                                                  | 25. Feb. 2017      | Markus Sehr        | Timo Berndt                                             | 7,34 Mio. (23,4 % MA) |
| 5   | Krabbenkrieg              | Polizeiliche Ermittlungen – samt Insas forensischer Expertise und den wertvollen Insider-Infos von Bestatter Habedank – führen die beiden Polizisten Jensen und Özlügül ins Krabbenfischer-Milieu.                                               | 15. Apr. 2017      | Markus Sehr        | Timo Berndt                                             | 6,00 Mio. (20,0 % MA) |
| 6   | Der Blaue Jan             | Özlügüls neuer Kollege Cassens zählt zu den Verdächtigen in dieser Folge um einen alten Brauch und eine tote Frauenbeauftragte. | 13. Jan. 2018      | Marc Rensing       | Jürgen Kehrer, Sandra Lüpkes                            | 6,91 Mio. (21,1 % MA) |
| 7   | Schmutzige Deals          | Eine Leiche in einem Güllebecken bringt Özlügül und Cassens auf die Spur schmutziger Geschäfte in der Landwirtschaft. | 10. Feb. 2018      | Markus Sehr        | Timo Berndt                                             | 6,57 Mio. (20,2 % MA) |
| 8   | Asche zu Asche            | Der gewaltsame Tod einer Bestatterin gibt zunächst Rätsel auf, bis sich herausstellt, dass einigen verstorbenen Senioren überteuerte Lebensversicherungen aufgeschwatzt worden waren.                                                            | 9. März 2019       | Sven Nagel         | Stefan Rogall                                           | 6,86 Mio. (22,6 % MA) |
| 9   | Hand und Fuß              | Im Krematorium werden zusätzliche Leichenteile in den Särgen gefunden. Brockhorst vermutet dahinter einen Serienkiller, den er zunächst allein zur Strecke bringen will.                                                                         | 14. Dez. 2019      | Isabel Prahl       | Christian Schiller, Marianne Wendt, Magdalena Grazewicz | 5,98 Mio. (20,8 % MA) |
| 10  | Aus dem Ruder             | Beim Training für das bevorstehende Rennen stirbt Claudia, die Ruder-Hoffnung der Leeraner Polizei, an plötzlichem Herzversagen. Keiner glaubt an einen natürlichen Tod.                                                                         | 29. Feb. 2020      | Martina Plura      | Magdalena Grazewicz, Thomas Gerhold                     | 6,79 Mio. (21,7 % MA) |
| 11  | Gegenströmung             | Umweltaktivisten planen einen Sprengstoffanschlag auf ein Hochwassersperrwerk, aus unterschiedlichen Gründen. Die Polizei verfolgt einige lose Enden, tappt aber lange im Dunkeln.                                                               | 19. Dez. 2020      | Marc Rensing       | Stefan Rogall                                           | 7,71 Mio. (22,3 % MA) |
| 12  | Haifischbecken            | Der Frauenheld Habedank gerät in Verdacht, den in einem seiner Särge gefundenen Investment-Betrüger Waal umgebracht zu haben. Weitere Spuren führen zur Fabrikantin Tillich und ihrem Sohn sowie der Umweltaktivistin Holsten und ihrem Mann.    | 27. Feb. 2021      | Thomas Durchschlag | Georg Ludy                                              | 7,66 Mio. (23,3 % MA) |
| 13  | Bis aufs Blut             | Als der anscheinend unter Verfolgungswahn leidende Hanno Schlüter einen Einbruch meldet, nimmt vor allem Cassens ihn nicht sonderlich ernst. Doch tags darauf wird die Leiche von Schlüters Frau Femke gefunden.                                 | 23. Okt. 2021      | Thomas Durchschlag | Mariann Kaiser                                          | 6,85 Mio. (24,3 % MA) |
| 14  | Unter der Oberfläche      | Yunus verteilt als Werbemaßnahme Briefe, die sich als Drohbriefe auffassen lassen. Ein Mord bringt eine BKA-Ermittlerin auf die Spur eines Darknet-Rechenzentrums, das sie zunächst wegen dessen hohem Stromverbrauch bei Habedank vermutet hat. | 22. Jan. 2022      | Marc Rensing       | Markus B. Altmeyer                                      | 7,61 Mio. (25,3 % MA) |
| 15  | Prima Klima               | Während einer Umwelt-Pressekonferenz im Leeraner Hafen rammt das Forschungsschiff Airblase ein anderes Boot. Sowohl der Kapitän als auch der Geschäftsführer des Instituts Leander Dierks sind nicht an Bord.                                    | 30. März 2022      | Patricia Frey      | Georg Ludy                                              | 7,95 Mio. (27,2 % MA) |
| 16  | Fundsachen                | Um seine Rückversetzung nach Wilhelmshaven zu beschleunigen, will Brockhorst in einem aktuellen Mordfall besonders vorbildlich arbeiten. Als nach einer Vertauschung der Leiche ein zweiter Mord entdeckt wird, wird dieses Vorhaben schwierig.  | 22. Okt. 2022      | Dominic Müller     | Mariann Kaiser                                          | 6,73 Mio. (25,2 % MA) |
| 17  | Artenvielfalt             | Die Kneipenbesitzerin Carolin Wörner wurde erschossen. Bei den Ermittlungen geraten die Polizisten Süher Özlügül und Henk Cassens zwischen die Fronten von Naturschützern und Landwirten.                                                        | 22. Feb. 2023      | Kerstin Ahlrichs   | Stefan Rogall                                           | 7,35 Mio. (27,0 % MA) |
| 18  | Landfluchten              | Der Gründer einer Bürgerinitiative, die sich gegen den zunehmenden Tourismus in Ostfriesland einsetzt, wird ermordet. | 13. Mai 2023       | Dominic Müller     | Susanne Wagner, Hagen Moscherosch                       | 6,48 Mio. (25,5 % MA) |
| 19  | Feuerteufel               | Eine mysteriöse Brandserie mit zwei Toten erschüttert die Stadt Leer, und Polizist Henk, der plötzlich selbst in Verdacht gerät, wird von Kriminalhauptkommissar Brockhorst vorläufig suspendiert.                                               | 23. Dez. 2023      | Dominic Müller     | Anke Winschewski                                        | 6,37 Mio. (23,6 % MA) |
| 20  | Sterneduell               | Im Kühlraum eines Sternerestaurants in Leer wird die Sous-Chefin Tanja Möppen tot aufgefunden. Die aufstrebende Köchin war bei allen beliebt, nur einer hat ihr den Erfolg nicht gegönnt.                                                        | 30. März 2024      | Alexander Costea   | Klaus Rohne                                             | 6,37 Mio. (27,4 % MA) |
| 21  | Sturmmöwen                | Ein gekentertes Segelboot, weit und breit keine Spur von dem Segler, nur einzelne Teile des zerstörten Bootes und Blut. Als der Besitzer des Bootes nach Hause gebracht wird, liegt dessen Ehemann und Starautor tot in der Sauna.               | 21. Dez. 2024      | Alexander Costea   | Susanne Wagner, Hagen Moscherosch                       | 6,15 Mio. (25,1 % MA) |
| 22  | Abdrift                   | Wolfgang Habedank stößt beim Apnoetauchen auf die Leiche eines Hochschulprofessors. In dessen Büro scheint es ein Geheimnis zu geben. Hat er ein falsches Spiel gespielt und ist aufgeflogen?                                                    | 19. Apr. 2025      | Astrid Schult      | Oliver Welter                                           | 6,11 Mio. (28,6 % MA) |
| 23  | Tief im Dreck             | | –                  | Marc Rensing       | Mariann Kaiser, Nadine Schweigardt                      |                       |
| 24  | Geisterstunde             | | –                  | Sarah Winkenstette | Stefan Rogall                                           |                       |
| 25  | Schiffe schrotten         | | –                  | Sarah Winkenstette | Georg Ludy                                              |                       |
| 26  | Der letzte Häuptling (AT) | | –                  | Alexander Costea   | Lorenz Lau-Uhle                                         |                       |
| 27  | Hin und weg (AT)          | | –                  | Alexander Costea   | Stefan Rogall                                           |                       |
| 28  | Beifang (AT)              | | –                  | Christina Adler    |                                                         |                       |

## Verweise
- Friesland in der ZDF-Mediathek. Sendungsseite, abrufbar bis 25. Juni 2026
- Friesland bei Fernsehserien.de
- Friesland bei IMDb